# Reacții la teoriile lui Darwin
Primele reacții la teoriile lui Darwin au apărut imediat după publicarea lucrării "Originea speciilor".
Datorită bolii sale, Darwin nu a putut participa la dezbaterile publice care au avut loc, dar le-a urmărit și le-a susținut prin intermediul corespondenței.
La aceste dezbateri au fost implicate și persoane religioase.
Biserica Anglicană a protestat vehement împotriva acestei cărți, în timp ce creștinii liberali au susținut teoria selecției naturale, dar considerând-o o manifestare a voinței divine.
Anglia victoriană a secolului al XIX-lea era marcată de o revigorare a activității religioase, nemaiîntâlnită de la perioada puritanilor, marcată mai ales de disputa dintre vederile radicale, ateiste și cele conservatoare.
În martie 1860, la patru luni după apariția Originii speciilor, a fost publicată Essays and Reviews, în 7 volume, în care, deși erau înfățișate puncte de vedere religioase, s-au adus elogii la celebra lucrare a lui Darwin.
Cea mai importantă confruntare publică a avut loc pe 30 iunie 1860 la Oxford.
Au participat mai mulți oameni de știință și filozofi britanici, dar și reprezentanți ai clerului, printre care: Thomas H. Huxley, episcopul Samuel Wilberforce, Benjamin Brodie, Joseph Dalton Hooker și Robert FitzRoy.

## Contextul
În 1836, la scurt timp după întoarcerea din îndelungata călătorie la bordul lui Beagle, Darwin începe să-și formuleze teoriile.
În acea perioadă, majoritatea specialiștilor în științele naturii aparțineau clerului. Aceștia vedeau cunoașterea ca fiind o revelație a planurilor divine.
Darwin a găsit trei aliați care să îl susțină:
- Charles Lyell, geolog, ale carui cărți au fost atent studiate de Darwin în timpul expediției maritime;
- Joseph Dalton Hooker, fiul celebrului botanist Sir William Jackson Hooker;
- Thomas Huxley, naturalist, care avea să devină unul din marii susținători ai teoriei evoluționiste.

În acea perioada, în Anglia, cultele religioase se aflau în plină dispută.
Criticismul istoric, curent de origine germană, considera Biblia ca fiind un simplu document, ceea ce stârnea indignarea fundamentaliștilor, care considerau fiecare cuvânt din Sfânta Scriptură ca fiind de inspirație divină.
Benjamin Jowett, unul din susținătorii mișcării evanghelice din cadrul Bisericii Anglicane, scrie, în 1855, The Epistles of St Paul în care face referință la relația dintre dogme și moralitate.
Și această acțiune generează un val de proteste din partea clericilor conservatori.
Subliniind faptul că speciile evoluează, se schimbă, Darwin zdruncină din temelii vechi concepte ca Marele lanț al existenței, în cadrul căruia fiecare ființă vie își avea propriul loc, într-o ordine prestabilită de către divinitate.
Selecția naturală, teoria propusă de Darwin, în 1842 și enunțată în Originea speciilor, nu lasă loc existenței vreunei divinități.
Conform acestei teorii, speciile înregistrează, în mod aleator, o serie de variații; supraviețuiesc numai indivizii care sunt mai bine adaptați.
Acest caracter aleator al variațiilor, dar și aparenta risipire de mijloace de care natura dispune în mod inexorabil, toate acestea se opun unei presupuse morale divine.
Opozanții acestei teorii erau atrași de lamarckism, o teorie evoluționistă pre-darwinistă, care punea accentul pe trăsăturile moștenite de indivizi.

### PublicareaOriginii speciilor
Originea speciilor a fost publicată la 24 noiembrie 1859.
Lucrarea a marcat o revoluție în știință asemeni Filozofiei naturale (1867) a lui Newton sau teoriei germenilor, elaborată de Pasteur tocmai în acea perioadă.
Imediat după publicare, cartea este contestată de un număr mare de gânditori religioși si laici.
Totuși în jurul anilor 1870, teoria evoluției este acceptată de majoritatea oamenilor de știință.
Însă mecanismul propus de Darwin, selecția naturală este mai greu acceptat.
Cei mai mulți preferă să vadă evoluția ca un proces progresiv, având un anumit scop (o evoluție constantă de la animale simple la om, formând o așa-zisă scară evolutivă cronologică).
Teoria lui Darwin sugerează mai degrabă un proces adaptiv aleatoriu și fără un scop aparent, depinzând de condițiile de mediu; speciile nu apar liniar, ci asemeni ramurilor unui arbore.

## Reacția clerului
Întreaga comuitate anglicană este defavorabilă celor scrise de Darwin.
În mod aparent, Henry John Palmerston, devenit premier în iunie 1859, îl propune pe Darwin reginei Victoria spre a-i acorda rangul de cavaler.
Prințul consort, Albert, susține ideea, dar se lovește de adversitatea unor reprezentanți ai clerului, cum ar fi Samuel Wilberforce, episcop de Oxford și în cele din urmă renunță la propunere.

### Adam Sedgwick
Reverendul Adam Sedgwick, geolog la Universitatea Cambridge, după ce citește cartea lui Darwin, îi scrie acestuia o scrisoare prin care își exprimă dezacordul:
"Am citit cartea dumitale cu mai multă durere decât plăcere. O parte din ea o admir, o parte îmi starneste râsul, dar o altă parte îmi stârnește îngrijorarea, deoarece o consider dăunatoare."
În aceeași scrisoare, Sedgwick accentuează distincția dintre moral și fizic în cadrul diverselor aspecte ale vieții:
"În natură există o parte morală sau metafizică, precum și una fizică. Cine neagă acest lucru, se află scufundat adânc în mocirla nebuniei."
Sedgwick dezaprobă cartea lui Darwin deoarece respingea orice prezență a divinității, ca parte principală în actul creației naturii și deschidea calea materialismului.
În ciuda acestei divergențe de opinii, Sedgwick rămâne prieten cu Darwin până la sfârșitul vieții.

## În alte țări

### America
Botanistul american Asa Gray negociază cu o editură din Boston pentru a publica o versiune americană autorizată, dar află că și alte edituri din New York intenționau să profite de absența copyright-ului și să publice Originea speciilor,
lucru realizat de Appleton pe la mijlocul lui ianuarie 1860.
Asa Gray a fost unul dintre cei mai entuziaști susținatori ai lui Darwin și a publicat numeroase articole în favoarea ideilor evoluționiste.
Lucrarea Darwiniana, în care a adunat toate aceste articole, a avut un impact considerabil asupra publicului.

### Germania
Biomorfologul german Ernst Haeckel a fost unul dintre cei mai energici discipoli ai lui Darwin.
Acesta a promovat darwinismul în universitățile germane, a susținut și preluat ideile lui Darwin, mai ales cele referitoare la interacțiunea din lumea vie.
Lui i se datorează celebrul slogan: "Ontogeneza (apariția și dezvoltarea embrionului individual) repetă filogeneza (evoluția speciilor animale către forme superioare)".

## T. H. Huxley, „buldogul” lui Darwin
În ceea ce privește susținerea cauzei evoluționismului, biologul Thomas Henry Huxley (1825 - 1895) poate fi considerat avocatul lui Darwin.
Și acesta susține că selecția naturală nu are nimic divin și intră într-o polemică acerbă cu cei din rândurile clerului, dispută ce, la început, fusese evitată de Darwin.
Dar lupta lui Huxley pentru promovarea științei nu se oprește aici.
În acest scop, împreună cu ceilalți mari susținători ai lui Darwin, Joseph Dalton Hooker, filozoful Herbert Spencer și fizicianului John Tyndall, pune bazele clubului X, asociație care promova științele naturii, mai ales teoria evoluționistă și a avut un puternic impact asupra lumii științifice din acea epocă.
Pentru a descrie conceptele evoluționiste, în aprilie 1860,  Huxley introduce termenul de darwinism.

## Entuziasm din partea ateilor
Replica cea mai entuziastă vine din partea ateilor.
Botanistul Hewett Watson îl numește pe Darwin unul dintre cei mai mari revoluționari ai secolului în cadrul științelor naturii.
Biologul Robert Edmond Grant, care îi fusese profesor lui Darwin și îl influențase de-a lungul studiilor sale, consideră că nu există loc pentru supranatural în biologie.
Implicat și în politica (era adversar ai conservatorilor Tory unde se afla și Richard Owen), Grant era un luptător activ, progresist.
Karl Marx vedea în Originea speciilor o satiră ce constituia o bază în cadrul științelor naturii ce dovedea existența luptei de clasă in istorie.
Pentru a consfinți caracterul științific al operei sale, Karl Marx a vrut să-i dedice lui Darwin primul volum din “Capitalul” (1867), însă Darwin a refuzat în mod politicos această propunere.
Un alt suporter a fost Richard Dawkins.
Dacă Thomas Huxley a fost numit buldogul lui Darwin, lui Dawkins i s-a conferit apelativul de Rottweiler-ul lui Darwin.

## Secolul al XX-lea
La începutul secolului al XX-lea, genetica se dezvoltă ca știință, oferind o explicție a mecanismului prin care se transmit caracteristicile de la o generație la alta și a variațiilor dintre indivizii unei populații și demonstrează definitiv falsitatea teoriei lui Lamarck.
William Bateson (1861 - 1926) (primul care a utilizat termenul genetică) este cel care popularizează ideile lui Gregor Mendel, descoperite încă de pe vremea lui Darwin, și argumentează relația dintre acestea și evoluționism.
În a doua parte a secolului al XX-lea, este identificat codul genetic al ADN-ului.
Este recunoscut faptul că selecția naturală este principalul mecanism al evoluției, dar sunt identificate și altele care îl completează, realizându-se o imagine mult mai complexă decât cea prezentată de Darwin.

### Interpretarea eronată a evoluționismului
Încercările de a aplica teoria evoluției pentru a înțelege societatea umană au condus uneori la concluzii eronate. 
Misionarul David Livingstone nu vedea nicio luptă pentru existență în savanele africane.
Exploratorii victorieni vedeau populațiile întâlnite în Africa sau Australia ca fiind mai jos pe "scara" evolutivă față de cele din Europa. 
Împărțirea umanității în rase și aplicarea principiului supraviețuirii celui mai bine adaptat constituie baza pseudo-științifică a rasismului nazist.
Dar, după descoperirea ADN-ului, s-a dovedit că populațiile umane sunt, din punct de vedere genetic, aproape identice și deci nu pot fi unele "superioare" altora.
Exista însă multe discuții cu privire la rolul evoluției în comportamentul uman.
Sunt unii cercetători care susțin că omul este ceea ce evoluția l-a programat să fie, explicând comportamentul uman în funcție de genele pe care le are un individ; alții consideră că omul are capacitate de a învăța din experiență atât de dezvoltată, încât aceasta anulează majoritatea instinctelor "programate" în gene prin evoluție.
Ideologii rasismului, ca și acei ai conservatorismului social, au folosit ideile lui Darwin pentru a-și justifica opțiunile politice, deși Darwin n-a echivalat niciodată rasele umane cu niște specii distincte sau societatea umană cu o junglă.

### Biserica modernă
În toamna anului 2008, a avut loc la Vatican o conferință internațională cu ușile închise pe tema lui Darwin, a evoluției și a designului inteligent, organizată de Academia Pontificală de Științe.
Papa Benedict al XV-lea consideră că nu există nicio contradictie între teoria evoluționistă și concepția creștină asupra creației.
Suveranul Pontif l-a mai citat pe Papa Ioan Paul al II-lea precizând că "adevărul științific, care este însuși o formă de participare la Adevărul divin, poate ajuta filozofia și teologia să înțeleagă mai bine persoana umană și revelația dumnezeiască asupra omului, revelație completată și perfectată prin Isus Hristos".
Biserica Catolică predă evoluția teistă, ce acceptă evoluția ca teorie științifică, dar o consideră parte a unui plan divin. Susținătorii ei nu văd de ce Dumnezeu nu ar fi folosit procesul evoluționar în formarea speciilor umane.
Deși Vaticanul a desemnat teoria evoluției compatibilă cu Biblia, totuși nu a cerut scuze postume la adresa lui Charles Darwin, care, în secolul al XIX-lea, a fost atacat de Biserica Angliei pentru argumentele sale ce contraziceau însemnătatea biblică a creației.

### Evenimente recente
Cu ocazia împlinirii a 200 de ani de la nașterea marelui naturalist și a 150 de ani de la publicarea lucrării Originea speciilor, Adunarea Generală a Organizației Internaționale de Științe Biologice a declarat anul 2009 "Anul Darwin", un an în care se speră că știința va aduce noi soluții pentru problemele omului modern.
Opera lui Darwin demonstrează că fiecare specie trebuie să evolueze pentru a supraviețui.
Mai mult, orice schimbare de mediu (un mediu atât de afectat de activitatea umană, mai ales în ultimele decenii)  obligă și pe oameni să se adapteze, pentru a nu deveni victime ale selecției naturale.